# Anna Rita Sparaciari
Anna Rita Sparaciari (Ancona, 3 marzo 1959) è un'ex schermitrice italiana, specializzata nel fioretto. Ha vinto due medaglie d'oro ai Campionati mondiali di scherma ed è stata allieva del maestro Ezio Triccoli.

## Palmarès

### Risultati élite
In carriera ha ottenuto i seguenti risultati:
Mondiali
Individuale
A squadre
- Oro nel fioretto a Roma 1982
- Oro nel fioretto a Vienna 1983

Europei
Individuale
- Oro nel fioretto a Foggia 1981

A squadre
Universiadi
Individuale
A squadre
- Oro nel fioretto a Kōbe 1985
- Oro nel fioretto a Zagabria 1987

Campionati italiani
Individuale
- Oro nel fioretto a Pescara 1977
- Oro nel fioretto a Foggia 1981

A squadre

### Risultati giovani
Mondiali giovani
Individuale
- Oro nel fioretto a South Bend 1979

A squadre